# 与島高架橋
与島高架橋（よしまこうかきょう）は、香川県坂出市与島内に架かる道路鉄道併用の高架橋。瀬戸大橋の一部を成す。

## 概要
与島高架橋は、与島橋から北備讃瀬戸大橋に接続するため、与島の地上部に設置された延長約720 mの道路・鉄道併用高架橋である。
この高架橋は2層のPC橋でスパン62.5 mの3 - 7径間連続桁橋である。
島内には地上へのランプ橋やバスストップのほかパーキングエリアがある。
下部工は合計10基ですべて直接基礎で、橋脚は、2 - 3層の剛体ラーメンの鉄骨鉄筋コンクリート構造である。
上部工は道路桁と橋脚水平梁を剛結合した立体ラーメン構造とし、鉄道部の空頭を確保している。

## データ
- 着工：1978年（昭和53年）
- 竣工：1988年（昭和63年）
- 全長：717 mm
- 上部：瀬戸中央自動車道
- 下部：本四備讃線（瀬戸大橋線）

## 隣接する橋梁
与島橋 - 与島高架橋 - 北備讃瀬戸大橋

## 関連事項
- 瀬戸中央自動車道
- 国道30号
- 与島インターチェンジ
- 与島パーキングエリア
- 坂出市
- 塩飽諸島